# Alexis Vastine
Alexis Vastine   (Pont-Audemer, 17 de novembre de 1986 - Villa Castelli, 9 de març de 2015) era un boxejador francès que va guanyar una medalla de bronze a la 2008 Summer Olympics en el Lleuger Welterweight divisió. Ell també competit en la 2012 Summer Olympics, on va ser eliminat en el quarterfinals en una decisió polèmica. Va morir en un accident aeri de Vila Castelli durant el filmant d'espectacle de realitat de televisió francès Deixat caure pel TF1 xarxa.

## Carrera
Al 2004 món de jove campionats, Vastine va ser copejat fora per Amir Khan a bronze lleuger i guanyat.
Als 2007 campionats mundials sèniors dins Chicago, sigui outpointed per Bradley Saunders a jove welter però qualificat pel Olympics.
Al 2008 Olympics, Vastine va assolir la semifinal on va fer front a Manuel Félix Díaz de la República Dominicana. Amb Vastine dirigint per dos en la ronda final, el lluitador Dominicà va fer un comeback i va guanyar la lluita. Vastine Va perdre el partit per dos punts després de ser penalised dues vegades per l'àrbitre, havent-hi quatre punts deducted de la seva puntuació. França 24 va informar:
| « | A Vastine se li va robar el lloc a la final, ja que va caure 12-10 a causa d'un parell de penals de dos punts. Vastine, que mantenia set centímetres sobre el seu oponent, tenia un control majoritari, però va ser durament penalitzat per haver empès el seu oponent cap avall, no només una vegada, sinó dues vegades. Diaz també va tenir la sort de marcar a una sèrie de fenyaires salvatges que no semblaven haver connectat netament. | » |

El Agence França-Presse va descriure l'àrbitre governant com "polèmic". Diaz, tanmateix, va anar en per guanyar la medalla d'or.
Vastine Va anar en per patir què era àmpliament vist com un unjust decisió al 2012 Olympics dins Londres, on va dibuixar en punts però perdut en countback a superior-va sembrar welterweight Taras Shelestyuk d'Ucraïna en el quart-finals, per això perdent fora en una medalla.

### Resultats d'olimpíades
2008 (com a Lleuger welterweight)
- Derrotat Egidijus Kavaliauskas (Lituània) 13–2
- Bradley derrotat Saunders (Gran Bretanya) 11–7
- Derrotat Uranchimegiin Mönkh-Erdene (Mongòlia) 12–4
- Perdut a Manuel Félix Díaz (República Dominicana) 10–12

2012 (com a Welterweight)
- Patrick derrotat Wojcicki (Alemanya) 16-12
- Derrotat Byambyn Tüvshinbat (Mongòlia) 13-12
- Perdut a Taras Shelestyuk (Ucraïna) 18+-18

### Resultats de campionats d'aficionat mundials
2007 (com a Lleuger welterweight)
- Derrotat Dilshod Mahmudov (Uzbekistan) 28–27
- Edward derrotat Akora (Uganda) RSCO 3
- Derrotat Vasili Belous (Moldava) 27–10
- Perdut a Bradley Saunders (Anglaterra) 13–30

## Mort
El 9 de març de 2015, mentre part d'un grup d'estrelles d'esports francesos que participen en un espectacle de televisió de la realitat va cridar Deixat caure, Vastine era un de 10 persones que van morir quan els helicòpters van col·lidir en mid-aire durant filmar en northwestern Argentina. La seva germana de 21 anys Célie, també un boxejador d'aficionat, hi havia estat matat en un accident de cotxe dins França només dos mesos abans que.